# Harpo Marx
Pour les articles homonymes, voir Marx.
Arthur Marx, né Adolph Marx, dit Harpo Marx, né le 23 novembre 1888 à New York et mort le 28 septembre 1964 à Los Angeles, est un acteur comique américain, un mime et un harpiste.

## Biographie

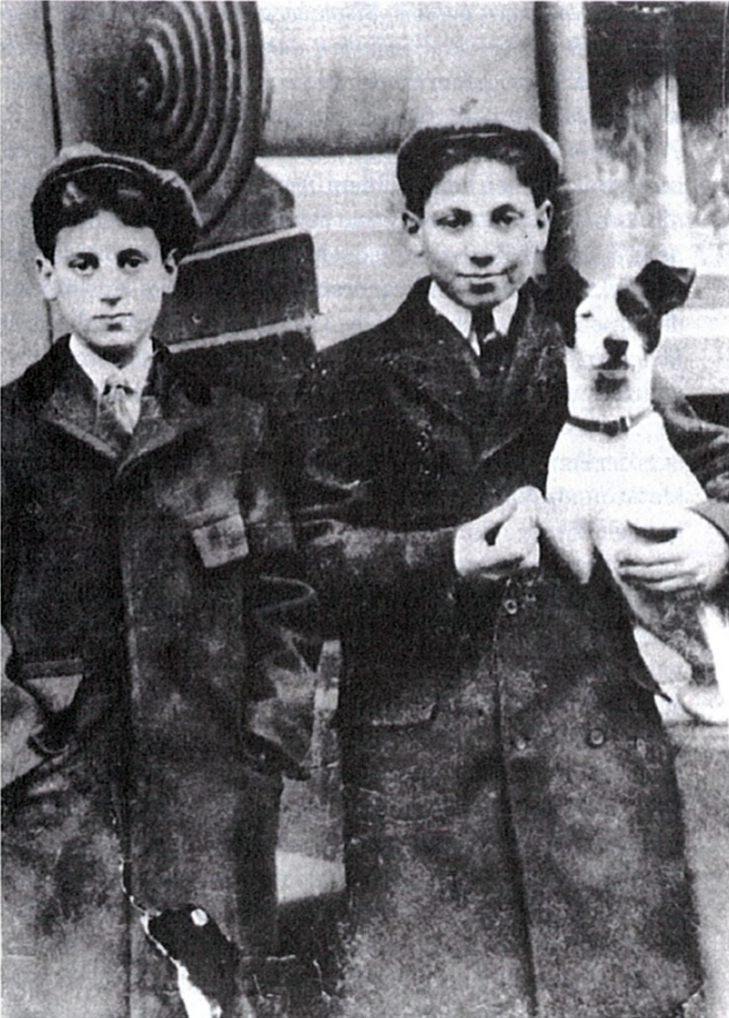
Groucho Marx et Harpo (à droite) en 1902.

Son diminutif lui vient de son instrument favori : la harpe.
Il est le troisième fils de Minnie et Sam 'Frenchie' Marks.
Harpo se maria avec l'actrice Susan Fleming (1908-2002) le 28 septembre 1936.
À la différence de ses frères (les Marx Brothers) qui furent mariés plusieurs fois, le mariage d'Harpo dura toute sa vie. Le couple adopta quatre enfants (Bill, Alex, Jimmy et Minnie.)

### Arthur Marx
Harpo changea son prénom Adolph en Arthur en 1911, principalement parce qu'il n'aimait pas ce prénom (enfant, il préférait se faire appeler Ahdie). Les rumeurs selon lesquelles ce changement d'identité aurait été motivé par un sentiment anti-allemand apparu avec la Première Guerre Mondiale ou par son homonymie avec Adolf Hitler après que celui-ci fut nommé chancelier d'Allemagne sont infondées : ces deux évènements sont postérieurs à 1911.

### Le personnage

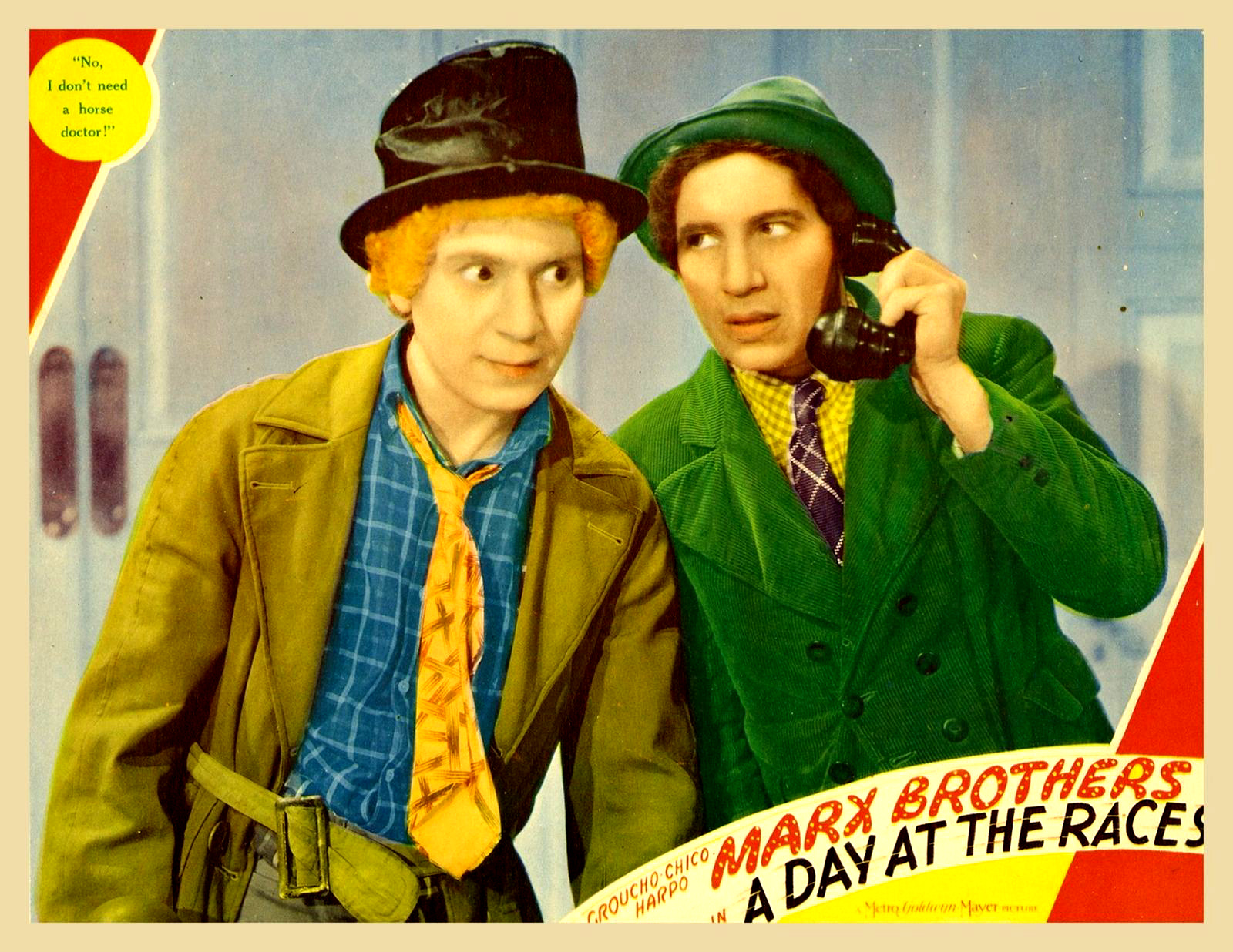
Harpo Marx avec ses attributs de scène (perruque, gibus, trench-coat), Harpo Marx est avec Chico Marx sur cette carte promotionnelle colorisée de Un jour aux courses (A Day at the Race, 1937).

Dans les films des Marx Brothers, il se caractérise par le fait qu'il est muet, bien que parlant dans la vie courante. Il se distingue de ses frères en jouant de la harpe et en étant presque continuellement vêtu d'un trench-coat et coiffé d’une perruque blonde bouclée ainsi que d’un haut-de-forme. Son personnage, attachant et drôle, est le plus comique des quatre car il agit en permanence comme un enfant avec son manteau gris rempli d'objets aussi insolites les uns que les autres. On y trouve par exemple, dans La Pêche au trésor, une jambe de mannequin, un boulier, un chien, des boîtes de sardines, des casseroles, une main mécanisée, une enseigne de coiffeur…
L'acteur français Pierre Richard en fait une excellente imitation dans le film La Carapate.

## Filmographie

### Films avec les quatreMarx Brothers
- 1921 : Humor Risk
- 1929 : Noix de coco

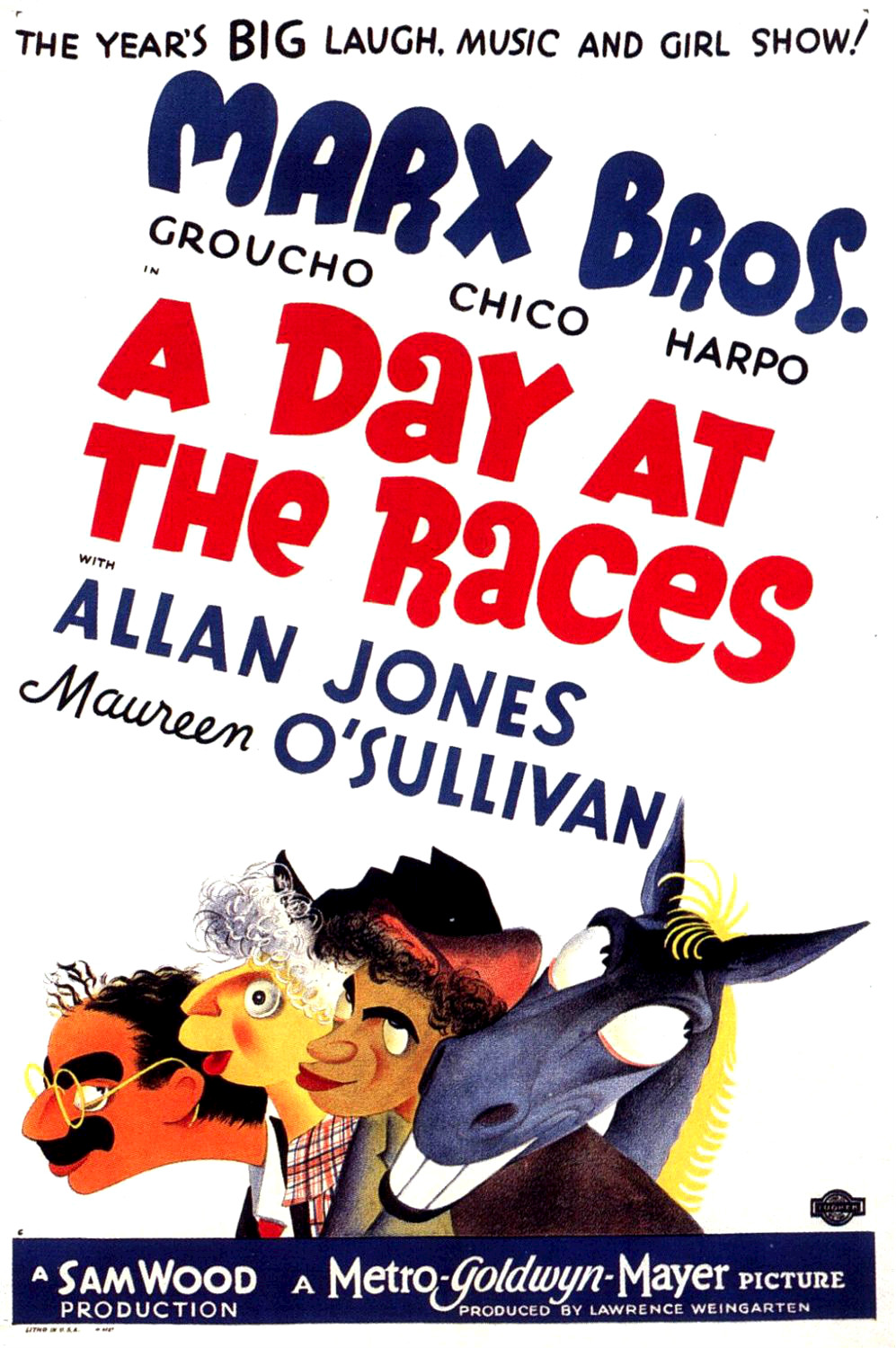
Affiche américaine dUn jour aux courses (1937).

- 1930 : L'Explorateur en folie (Animal Crackers) de Victor Heerman
- 1931 : The House That Shadows Built
- 1931 : Monnaie de singe
- 1932 : Plumes de cheval
- 1933 : La Soupe au canard (Duck Soup) de Leo McCarey

### Films avec les troisMarx Brothersmais sansZeppo
- 1935 : Une nuit à l'opéra (A Night at the Opera) de Sam Wood
- 1937 : Un jour aux courses
- 1938 : Panique à l'hôtel
- 1939 : Un jour au cirque
- 1940 : Chercheurs d'or
- 1941 : Les Marx au grand magasin
- 1946 : Une nuit à Casablanca
- 1949 : La Pêche au trésor
- 1957 : L'Histoire de l'humanité

### Télévision
- 1955 : I Love Lucy (série télévisée)

## Publication

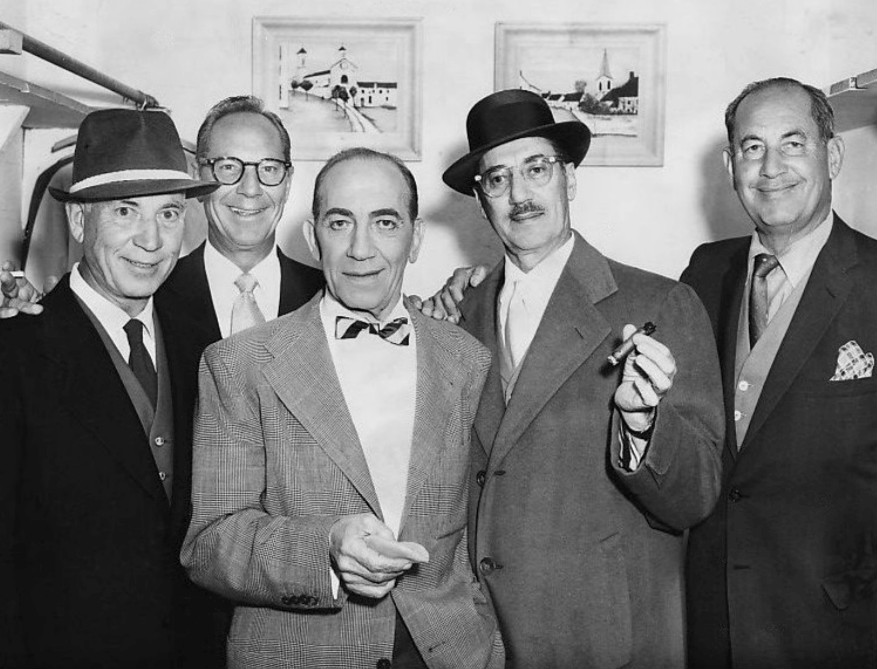
Les cinq frères Marx, avant 1961. Harpo est le premier à gauche.

- Harpo et moi (Harpo Speaks!, avec la collaboration de Rowland Barber, 1961), Paris, éditions du Scarabée et compagnie, 1983,  (ISBN 2-86722-006-8) (trad. de Jean Paradis et Alex Beck), réédition : Paris, Ramsay Poche Cinéma, 1985,  (ISBN 2-85956-438-1)